# Stephen Gravesend
Stephen Gravesend (* um 1260; † 8. April 1338 in Bishop’s Stortford) war ein englischer Geistlicher. Ab 1318 war er Bischof von London. Während der politisch unruhigen 1320er Jahre war er ein loyaler Unterstützer von König Eduard II.

## Herkunft und Ausbildung
Stephen Gravesend war möglicherweise ein Sohn des gleichnamigen Ritters Stephen Gravesend. Der frühere Londoner Bischof Richard of Gravesend war ein Onkel von ihm, und Richard Grene of Gravesend, der Schatzmeister der Londoner St Paul’s Cathedral, war möglicherweise sein Bruder, vermutlich aber eher sein Cousin. Die Familie Grene besaß das Gut Parrocks in Milton bei Gravesend, das später Stephen Gravesend besaß. Vermutlich studierte Gravesend zunächst in Oxford und schloss sein Studium als Magister ab, wofür es jedoch keine Nachweise gibt. Er war bereits Subdiakon, als ihm am 22. Juni 1278 das Amt des Rektors von Stoke Hammond in der Diözese Lincoln übergeben wurde. Um 1291 erhielt er eine Pfründe an der St Paul’s Cathedral, dazu erhielt er eine weitere Pfründe in Stepney in Middlesex. 1306 wurde er für drei Jahre von seinen Ämtern beurlaubt, um an der Universität von Paris zu studieren.

## Bischof von London

### Wahl zum Bischof
Am 11. September 1318 wurde Gravesend wohl vor allem dank des Einflusses seiner Familie vom Kathedralkapitel der St Paul’s Cathedral zum Bischof der Diözese London gewählt. König Eduard II. hatte gegen den Kandidaten offenbar keine Einwände, denn bereits am 6. November übergab er Gravesend die Temporalien der Diözese. Das Verhältnis zwischen Gravesend und Walter Reynolds, dem Erzbischof von Canterbury, war jedoch bereits schon vor seiner Wahl zum Bischof belastet. Reynolds zögerte deshalb, Gravesend zum Bischof zu weihen. Die Earls of Pembroke und Hereford überzeugten schließlich Reynolds, so dass dieser am 14. Januar 1319 Gravesend in Canterbury zum Bischof weihte. Am 30. September 1319 fand die Inthronisation von Gravesend in der St Paul’s Cathedral statt. 

### Unterstützer der Politik von Eduard II.
Während des Parlaments, das im Oktober 1320 in Westminster stattfand, wurde Gravesend beauftragt, zusammen mit dem päpstlichen Nuntius Rigaud de Asserio eine politische Annäherung zwischen dem König und dessen innenpolitischen Gegner Thomas of Lancaster, 2. Earl of Lancaster zu versuchen. Ihnen wurden päpstliche Bullen übergeben, in denen der schottische König Robert I. zum Frieden mit England und Lancaster und Eduard II. zur Versöhnung aufgefordert wurden. Am 16. November 1320 nahm Gravesend an der Weihe von Asserio zum Bischof von Winchester in St Albans teil, doch danach erkrankte er schwer, so dass er seine Mission nicht erfüllen konnte. Erst am 6. Februar 1321 kehrte er nach Westminster zurück. Zusammen mit mehreren anderen Bischöfen versuchte er ab Juli 1321, zwischen dem König und den rebellischen Marcher Lords zu vermitteln, die mit ihrem Heer nach London gezogen waren. Mitte August konnte eine Einigung erreicht werden, doch im Oktober 1321 begann der König, militärisch gegen die Rebellen und den mit diesen verbündeten Earl of Lancaster vorzugehen. Nach einem provozierten Zwischenfall belagerte der König im Oktober Leeds Castle in Kent, eine Burg des Rebellen Bartholomew Badlesmere. Ein Teil der Rebellen unter Roger Mortimer of Wigmore wollte die Burg entsetzen, doch der Earl of Pembroke, Erzbischof Reynolds und Gravesend zogen den Rebellen entgegen. Bei Kingston überredeten sie sie, nicht den Entsatz von Leeds Castle zu versuchen. Stattdessen wollten sie den König bitten, die Belagerung aufzuheben und den Konflikt durch ein Parlament zu lösen. Die Entsatzkräfte zogen sich daraufhin zurück, doch der König setzte die Belagerung fort und eroberte die Burg wenig später. Gravesend unterstützte nun weiter den König, der gegen die Rebellen in den Welsh Marches vorging. Im Dezember 1321 gehörte er zu den vier Bischöfen, die dem Aufruf von Erzbischof Reynolds zu einem Treffen in London folgten, bei dem sie Rückkehr der verbannten Günstlinge des Königs billigten. Im März 1322 besiegte der König die verbliebenen Rebellen in der Schlacht bei Boroughbridge. Der gefangen genommene Lancaster wurde wenig später als Rebell hingerichtet, doch schon bald volkstümlich als Märtyrer verehrt. In der St Paul’s Cathedral erinnerte ein auf Veranlassung Lancasters angebrachtes Wandbild an die Verkündigung der Ordinances von 1311. Vor dem Bild brannten Kerzen zur Erinnerung an Lancaster, weshalb sich der König bei Gravesend beschwerte. Da die Tafel jedoch nicht entfernt wurde, wurden Gravesend und Mitglieder des Kathedralkapitels vor Gericht von königlichen Richtern schikaniert. Dennoch lehnte Gravesend 1326 die Invasion von Roger Mortimer und Königin Isabelle ab, die Eduard II. stürzen wollten. Zusammen mit Erzbischof Reynolds und Bischof John Stratford von Winchester verlas er in St Paul’s eine verfälschte Version der päpstlichen Bulle von 1320, die sich ursprünglich gegen die Schotten gerichtet hatte und die nun gegen die Invasoren verwandt wurde. Nach der Flucht des Königs aus London versammelte er sich mit anderen Bischöfen im Lambeth Palace. Vergeblich soll er die anderen Bischöfe gedrängt haben, eine Delegation zur Königin zu schicken, um eine Vermittlung zwischen ihr und dem König zu versuchen. Gravesend entging schließlich nur knapp einer Ermordung durch einen aufgebrachten Mob, der am 16. Oktober bereits den  Bischof von Exeter ermordet hatte. Die Herrschaft von Eduard II. brach zusammen, der König flüchtete nach Wales und wurde dort im November gefangen genommen.

### Tätigkeit während der Regierung von Eduard III.
Als Dekan der Kirchenprovinz Canterbury berief Gravesend für den 16. Januar 1327 eine Versammlung der Prälaten der Kirchenprovinz in der St Paul’s Cathedral ein, die Hilfsgelder für Papst Johannes XXII. im Kampf gegen den römisch-deutschen König Ludwig IV. bewilligen sollte. Aufgrund der Parlamentsversammlung nach dem Sturz von Eduard II. fand diese Kirchenversammlung aber nicht statt. Während des Parlaments gehörte Gravesend zu den vier Bischöfen, die ihre Zustimmung zur Absetzung von Eduard II. verweigerten. Am 13. Januar weigerte er sich auch, in der Londoner Guildhall die Absetzung des Königs offen zu fordern. Dennoch nahm er am 1. Februar an der Krönung von Eduard III. zum neuen König teil. Dabei hielt er zusammen mit Bischof John Stratford die Krone über den Kopf des jungen Königs, für den die Krone zu schwer gewesen sein soll.
Für den minderjährigen König übten jedoch Roger Mortimer und Königin Isabelle die eigentliche Macht aus. Als Henry of Lancaster gegen die Macht Mortimers rebellierte, versuchten Gravesend und John Stratford in Winchester vergeblich, Lancaster zu einer Teilnahme am Parlament zu bewegen, das im Oktober 1328 in Salisbury stattfand. Vor Weihnachten 1328 traf er sich mit Erzbischof Simon Mepeham, Bischof Stratford und mehreren Baronen in London, um eine Kritik an der Regierung Mortimers zu verfassen. Im Januar 1329 traf Lancaster in London ein, von wo er mit seiner Armee in die Midlands zog. Bevor es aber zu einer Schlacht zwischen Lancaster und Mortimer kam, versuchten Mepham und Gravesend nun zu vermitteln. Dies beschleunigte das Auseinanderbrechen des Heers der Rebellen und führte damit mit zum Scheitern der Rebellion Lancasters. Als wenig später Mortimer gegen seine Gegner in der City of London vorging, nahm Gravesend den zum Tode verurteilten früheren Mayor Hamo Chigwell in seine Obhut. Nach dem Scheitern der Rebellion Lancasters wurde, offensichtlich von Agenten Mortimers, das Gerücht verbreitet, dass Eduard II. noch am Leben sei. Der leichtgläubige Earl of Kent, ein Halbbruder des toten Königs, glaubte diesen Gerüchten. Auch Gravesend war in die Affäre verwickelt, die Mortimer nutzte, um Kent im März 1330 hinzurichten. Gravesend musste sich als mutmaßlicher Verschwörer vor Richter Henry Le Scrope verantworten. Im Oktober 1330 stürzte jedoch der junge Eduard III. in einem Staatsstreich Mortimer und übernahm selbst die Herrschaft. Gravesend trat danach politisch nun nur noch selten in Erscheinung. Am 24. August 1335 und am 3. Januar 1337 führte er als Vertreter für den König in London den Vorsitz über königliche Ratsversammlungen.

## Geistliche Tätigkeit
Das Urkundenregister von Gravesends Amtszeit als Bischof ist nur bruchstückhaft erhalten. Auch als Bischof setzte er seinen Konflikt mit Erzbischof Reynolds fort. 1320 versuchte er erfolglos, eine Visitation seiner Diözese durch den Erzbischof zu verhindern. Sein Amt als Dekan der Kirchenprovinz Canterbury nahm er aber offenbar gewissenhaft wahr. Die Anordnungen zahlreicher päpstlicher Bullen, die häufig politischen Inhalts waren, setzte er um. 1319 und 1322 war er führend an der Erhebung eines Zehnten der Geistlichkeit zugunsten des Papstes beteiligt. Im Auftrag von Papst Johannes XXII. veröffentlichte er am 16. Juli 1329 am St Paul’s Cross eine päpstliche Bulle, in der der Kaiser Ludwig IV. und der Gegenpapst Nikolaus V. exkommuniziert wurden. Von 1334 bis 1335 diente er noch als Generalvikar von John Stratford, der Erzbischof von Canterbury geworden war.

## Tod und Erbe
Gravesend starb im Rektorat von Bishop’s Stortford in Hertfordshire. An seiner Beisetzung am 27. April in der  St Paul’s Cathedral, die von Erzbischof Stratford geleitet wurde, nahmen auch König Eduard III. sowie zwei Kardinäle teil. Nach seinem Testament sollten für ihn, für seinen Onkel Bischof Richard of Gravesend und für den König Seelenmessen gelesen werden. Seine umfangreiche Bibliothek, die auch zahlreiche Werke von Aristoteles und andere Werke über Logik, Theologie und Naturphilosophie enthielt, vermachte er drei Colleges in Oxford, darunter Merton College. 